# Butlersbridge
Butlersbridge (även: Butler's Bridge, iriska: Droichead an Bhuitléaraigh) är en ort i grevskapet Cavan i den norra delen av Republiken Irland. Orten ligger vid vägen N3, cirka 5 kilometer norr om Cavan. Den är belägen vid floden Annalee, cirka 9 kilometer landvägen via N54 till gränsen mellan Nordirland och Republiken Irland. Tätorten (settlement) Butlersbridge hade 276 invånare vid folkräkningen 2016.